# 樋口浩二
樋口 浩二（ひぐち こうじ、1969年3月18日 - ）は、日本の俳優、声優。ノックスに所属していたが、2015年に自身のブログで事務所を離れる事を発表した。現在はアスタリスク所属

## 人物
- 趣味はDIY、ゴルフ、料理。
- 特技は溶接。

## 出演

### テレビドラマ
- 氷の世界（1999年、フジテレビ系） - 稲本 役
- 東海テレビ制作昼ドラマ、東海テレビ・フジテレビ系
  - 女同士（2000年）
  - 女優・杏子（2001年） - 影山竜介 役
  - 幸せ咲いた〜結婚相談所物語〜（2003年） - 塩見洋平 役
  - 冬の輪舞（2005年） - 大丸裕喜 役
  - 偽りの花園（2006年） - 中田陸一 役
- らぶ・ちゃっと（2000年、フジテレビ系）
- タクシードライバーの推理日誌13（2000年、テレビ朝日系） - 窪井正 役
- Pure Soul〜君が僕を忘れても〜（2001年、日本テレビ系）
- 救命病棟24時（2001年、フジテレビ系） - 板橋克己 役
- オヤジ探偵第1シリーズ（2001年、テレビ朝日系） - 竹葉真樹 役
- 天国への階段（2002年、読売テレビ・日本テレビ系）
- ごくせん第1シリーズ（2002年、日本テレビ系） - 伊集院俊彦 役
- ぼくが地球を救う（2002年、TBS系） - 葛西修 役
- 薔薇の十字架（2002年、フジテレビ系）
- 混浴露天風呂連続殺人22（2002年、朝日放送・テレビ朝日系） - 飯島康夫 役
- 信濃のコロンボ事件ファイル#中村梅雀版 第3作「信濃の国」殺人事件 （2003年2月5日、テレビ東京） - 信州毎朝新聞社 記者 中嶋英俊 役
- 月曜ミステリー劇場「棟居刑事2・高層の死角」（2003年4月21日、TBS） - 栗本刑事 役
- 連続テレビ小説（NHK）
  - てるてる家族（2003年-2004年） - 田中幸司 役
  - 芋たこなんきん（2006年-2007年） - 田村一郎 役
- 竜馬がゆく（2004年、テレビ東京） - 小松帯刀 役
- よい子の味方（2004年、TBS系） - 八条雅史 役
- 新幹線をつくった男たち（2004年、テレビ東京）
- 小さな運転士 最後の夢（2005年、日本テレビ系） - 松木高史 役
- 蓮丈那智フィールドファイル 凶笑面（2005年、フジテレビ系） - 阿久津 役
- 相棒3 第12話「予告殺人 ～狙われた美人姉妹の謎」（2005年、テレビ朝日系） - 堀明久 役
- 天下騒乱〜徳川三代の陰謀（2006年、テレビ東京） - 徳川頼宣 役
- ブランド刑事2（2006年、テレビ東京）
- 信長の棺（2006年、テレビ朝日系）
- 次郎長背負い富士（2006年、NHK総合） - 八五郎 役
- たったひとつの恋（2006年、日本テレビ系）
- 陽炎の辻〜居眠り磐音 江戸双紙〜（2007年、NHK総合） ‐ 専太郎 役
- 米沢守の事件簿　麻取の捜査員 役
- 徳川風雲録 八代将軍吉宗（2008年、テレビ東京） - 石河政朝 役
- 刑事の現場（2008年、NHK総合） - 加藤誠 役
- 主水之助七番勝負〜徳川風雲録外伝〜（2008年） - 内藤高次郎 役
- 寧々〜おんな太閤記（2009年、テレビ東京） - 福島正則 役
- 必殺仕事人2009　第8話（2009年3月6日、テレビ朝日系） - 伊佐次 役
- 人間動物園 （2009年、WOWOW）
- 月曜ゴールデン 法廷サスペンスSP(3)『量刑』（2009年5月25日、TBS） - 白幡徹巳 役
- 経済ドキュメンタリードラマ ルビコンの決断（2010年4月22日、テレビ東京系）
- 水戸黄門第41部 第4話「湯の里守れ! 美人女将 -箱根-」（2010年5月3日、TBS・C.A.L）
- CO 移植コーディネーター（2011年、WOWOW） ‐ 種田刑事 役
- 金曜プレステージ　「鬼平犯科帳スペシャル 盗賊婚礼」（2011年9月30日、フジテレビ系） - 万太郎 役
- 警視庁機動捜査隊216（2011年、TBS)
- 土曜ワイド劇場「ショカツの女〜新宿西署・刑事課強行犯係6」（2011年、朝日放送) ‐ 山崎警部 役
- トッカン -特別国税徴収官-第4話（2012年、日本テレビ）
- 水曜ミステリー9「新・犯罪交渉人百合子」（2013年9月18日、テレビ東京） - 西野亘 役
- タリオ 復讐代行の2人 第1話（2020年10月9日、NHK総合・BS4K） - バーテンダー 役
- アイシー〜瞬間記憶捜査・柊班〜 第5話（2025年2月18日、フジテレビ） - 稲城 役

ほか

### 映画
- じーとみてるとさわりたくなっちゃうよね (2002年)　プラネット映画祭上映作品
- 陰陽師II（2003年） - 衛士 役
- ハサミ男（2005年） - 磯部龍彦 役
- 裁判員制度〜もしもあなたがえらばれたら〜（2005年） - 井上正樹 役
- フラガール（2006年）
- HERO（2007年）
- 容疑者Xの献身 （2008年)
- 鑑識・米沢の事件簿 （2008年）
- 完全なる飼育〜メイド for you〜 （2009年）
- あしたのジョー （2011年）

ほか

### 舞台
- 劇団３○○公演 「月に眠る人」 （1993年）シアターアプル、山形市民会 館、近鉄劇場   「赤い靴」（ 1994年）下北沢ザ・スズナリ、扇町ミュージアムスクエア   「ＴＥＭＰＯ－夜よさよなら－」（若手実験公演）（1995年）萬スタジオ   「改訂版風の降る森」（1995年）THEATER/TOPS   「ＴＥＭＰＯ－夜よさよなら－」 （1995年）扇町ミュージアムスクエア、山形遊学館ホール   「深夜特急　めざめれば別の国」（1996年） THEATER/TOPS   「夜よさよなら　ＴＥＭＰＯ」 （1996年）下北沢ザ・スズナ リ   「深夜特急　めざめれば別の国」（1997年） THEATER/TOPS、山形遊学館ホール   　　　　　　　　　　　　　　　　　　　　　扇町ミュージアムスクエア   「ガーデン ～空の海、風の国～」（1997年）紀伊國屋サザンシアター
- 博多座「母に捧げるバラード〜夫婦道〜」（2009年）
- 新宿梁山泊公演「TORAJI 2010」（2010年）
- 新宿梁山泊韓国公演「少女都市からの呼び声」（2010年）
- 新宿梁山泊韓国公演「TORAJI」（2011年）
- 新宿梁山泊韓国公演「向日葵の柩」（2011年）
- 新宿梁山泊公演「ベンガルの虎」（2011年）
- 新宿梁山公演「宇田川心中」（2012年）
- 新宿梁山泊公演「百年〜風の仲間たち」（2011年、2013年）
- 仮想定規旗揚げ公演「仮想定規 　序の章」（2016年）  「The GATE」(2017年)　下北沢ARENA　エディンバラフリンジ  エジンバラフリンジ凱旋公演「THE GATE」(2017年) WAKABACHO WHARF  「The GATE」(2018年)　エディンバラフリンジ

### CM
- 日立製作所
- アリナミンEXゴールド　[末梢神経を修復する]篇
- 丸亀製麺 [2019]~

### アニメ
- 忍たま乱太郎